# André Questel
Pour les articles homonymes, voir Questel.
Pierre Joseph Charles André Questel, né le 9 décembre 1869 à Pointe-à-Pitre où il est mort le 23 août 1931, est un négociant et bienfaiteur français.
Président de la chambre de commerce de Pointe-à-Pitre, il y exerce comme conseiller du commerce extérieur de la France.

## Biographie
Il est le fils du négociant René Louis Marie Hippolyte Questel et de sa femme Cécile Julie Honorine Aigoin. Il fait ses études chez les Frères de l'instruction chrétienne de Ploërmel, apprend l'électricité et la mécanique ainsi que la musique. En 1891, à 22 ans, il dirige une nouvelle société dont le but est de commercialiser le réseau de téléphonie, entreprise qui deviendra un service public lors de son rachat par le gouverneur Armand de la Loyère.
André Questel s'installe ensuite à son compte et acquiert les Chantiers des négociants en bois Fleurot. Il développe l'entreprise et rachète des concurrents pour former les « Chantiers Questel et Peraud », sur la rive est de la Darse.
Élu à la Chambre de Commerce en 1912, il y est réélu jusqu'à sa mort. Il entre aussi au conseil municipal de Pointe-à-Pitre et au Conseil Général de la colonie où il est nommé Conseiller du Commerce Extérieur de la France.
Il fonde dès 1905 des œuvres de bienfaisances : « Le Sou des Dames », puis la « Société de Secours Mutuel des Employés de Commerce », dont il est le président pendant 20 ans et devient en 1915 président de la Fédération Mutualiste de la Guadeloupe, poste qu'il conservera jusqu'à son décès. Il crée une coopérative de prêts, une crèche sur la Place Camille-Desmoulins à Pointe-à-Pitre, une œuvre d’aide aux mères...
Il organise aussi durant la Première Guerre mondiale les fêtes patriotiques de la colonie qui ont pour but de récolter des fonds pour venir en aide aux sinistrés. La commune de Neuvilly-en-Argonne, près de Verdun est ainsi pris en charge par Pointe-à-Pitre sous l'égide d'André Questel, trésorier, qui récolte plus de 100 000 Francs,,.

## Récompenses et distinctions
- Chevalier de la Légion d'Honneur, 18 avril 1919 (décoration qu'il refuse)[6].
- Le 10 novembre 1940, grâce à la Fédération Mutualiste, une stèle sommée d'un buste, est érigée Place Camille-Desmoulins à Pointe-à-Pitre, en face de la crèche qu'il a créée[7],[8].